# Susan Radder
Susan Radder, née le 20 mars 1999 à Amsterdam, est une actrice néerlandaise.

## Filmographie
- 2012 : Quiz (nl) de Dick Maas : Monica[2]
- 2012 : Little Bird de Boudewijn Koole : Yenthe[3]
- 2014 : Painkillers (nl) de Tessa Schram : Anouk[4]
- 2016 : Horizon de Giancarlo Sanchez : Lieke[5]
- 2018 : Orange Fever (nl) de Pim van Hoeve[6]
- 2018 : All You Need Is Love (nl)
- 2020 : La Bataille de l'Escaut (De Slag om de Schelde) de Matthijs van Heijningen jr. : Teuntje